# Tim Declercq
Tim Declercq (Lovanio, 21 marzo 1989) è un ciclista su strada belga, professionista dal 2012, che corre per il team Lidl-Trek.
Soprannominato "El Tractor", è considerato uno dei migliori gregari in attività, ed è stato per questo insignito del premio di "gregario dell'anno" per quattro edizioni consecutive (2018, 2019, 2020 e 2021) nell'ambito del Kristallen Fiets, premio ciclistico del quotidiano Het Laatste Nieuws.

## Palmarès
- 2007 (Juniores)

1ª tappa Sparkassen Münsterland Tour
- 2011

Campionati belgi, Prova in linea Under-23
- 2012 (Topsport Vlaanderen, una vittoria)

Internationale Wielertrofee Jong Maar Moedig
- 2013 (Topsport Vlaanderen, una vittoria)

Internationale Wielertrofee Jong Maar Moedig

### Altri successi
- 2019 (Deceuninck)

Classifica scalatori Volta ao Algarve

## Piazzamenti

### Grandi Giri
- Tour de France

2018: ritirato (16ª tappa)
2020: 127º
2021: 141º
2023: 118º
2024: non partito (11ª tappa)
- Vuelta a España

2017: 129º
2019: 78º

### Classiche monumento
- Milano-Sanremo

2018: 156º
2019: 152º
2020: 108º
2021: 151º
2023: 121º
- Giro delle Fiandre

2014: ritirato
2016: 62º
2018: ritirato
2019: 113º
2020: 38º
2021: ritirato
2022: ritirato
2023: ritirato
2024: ritirato
2025: ritirato
- Parigi-Roubaix

2014: ritirato
2015: 41º
2016: ritirato
2017: ritirato
2018: ritirato
2019: ritirato
2021: 69º
2022: ritirato
2023: 53º
2024: 39º
2025: ritirato
- Liegi-Bastogne-Liegi

2015: ritirato
2016: 138º
2020: ritirato
2022: ritirato

### Competizioni mondiali
- Campionati del mondo

Copenaghen 2011 - In linea Under-23: 57º
Yorkshire 2019 - In linea Elite: ritirato
Fiandre 2021 - In linea Elite: ritirato

### Competizioni europee
- Campionati europei

Drenthe 2023 - In linea Elite: ritirato

## Riconoscimenti
- Helper van het Jaar del Kristallen Fiets di Het Laatste Nieuws nel 2018, 2019, 2020 e 2021.[1]